# Yannick Youyoutte

a Compétitions nationales et continentales officielles uniquement.

b Matchs officiels uniquement.
Dernière mise à jour le 29 mars 2025.
Yannick Youyoutte, né le 30 août 1999 en Guadeloupe, est un joueur français de rugby à XV. Il joue au poste de deuxième ligne ou troisième ligne aile à Provence Rugby, en prêt du RC Toulon.
Formé au Stade toulousain où il commence sa carrière professionnelle en 2020, il y remporte le Championnat de France à deux reprises en 2021 et 2023, avant de quitter le club et de rejoindre le RC Toulon en 2023.

## Biographie

### Jeunesse et formation
Yannick Youyoutte commence le rugby à l'âge de 6 ans, dans le sillage de son père. Il est formé au Good Luck rugby club du Gosier, dans sa Guadeloupe natale, puis par le pôle espoir du CREPS des Abymes. En 2014, Il rejoint ensuite l'hexagone et intègre le centre de formation du Stade toulousain en cadets,,. Son adaptation ne fut pas facile en raison de la différence de niveau entre la Guadeloupe et la métropole, de l'enchaînement des matchs et de l'éloignement familial.
En janvier 2018, il intègre l'équipe de France des moins de 20 ans développement, pour un match contre l'Italie,, puis un autre contre la Géorgie un mois plus tard. Il prend également part, avec cette équipe, à la tournée dans les îles Britanniques, jouant deux matchs contre l'Irlande et un contre l'Écosse,. Il ne participe cependant pas à la Coupe du monde junior la même année, barré par la concurrence, notamment par Killian Geraci et Thomas Lavault.
À l'été 2018, âgé de 18 ans, il participe à un match de pré-saison face à Colomiers avec l'équipe sénior du Stade toulousain, cependant, il jouera le reste de la saison avec les espoirs. Il doit attendre deux ans avant d'avoir sa chance avec les professionnels.
En 2019, il est prêté pour trois mois au club japonais des Yamaha Jubilo dans le cadre d'un partenariat entre le Stade toulousain et le club japonais. Il s'envole avec son coéquipier Karl-Robin Malanda pour disputer quelques matches de la Coupe du Japon avec l'équipe première, 3e du championnat japonais en 2018-2019.

### Débuts professionnels au Stade toulousain (2020-2023)
Au début de la saison 2020-2021, Yannick Youyoutte est considéré comme un espoir du club qui pourrait avoir du temps de jeu. Il prend part au match amical de début de saison face au Stade rochelais en étant titulaire en deuxième ligne aux côtés de Joshua Brennan, montrant ainsi que le Stade toulousain compte sur lui et souhaite l'intégrer à l'équipe dès cette saison. Il fait ses débuts professionnels avec le Stade toulousain le 10 octobre 2020, à l'occasion de la quatrième journée de Top 14, entrant en jeu lors d'une victoire à l'extérieur contre le Racing 92. Il connait sa première titularisation le 1er novembre suivant contre le Stade français, où malgré la défaite des toulousains à Paris, il fait partie des satisfactions de son équipe. Le 11 décembre 2020, il dispute son premier match de Coupe d'Europe contre l'Ulster à Belfast (victoire bonifiée 29 à 22 du Stade toulousain). Il fait alors partie des révélations de l'effectif toulousain en ce début de saison,. Yannick Youyoutte apparaît régulièrement cette saison, jouant même la demi-finale de Top 14 remportée face à l'Union Bordeaux Bègles,. À l'issue de la saison, le Stade toulousain et champion de France et d'Europe, faisant ainsi les deux premiers titres de sa carrière, bien qu'ils ne participe pas aux deux finales.
La saison suivante, en 2021-2022, il fait face à une forte concurrence en deuxième et troisième ligne, ne lui laissant espérer que peu de temps de jeu durant la saison. Cependant, il profite des périodes de doublons, durant lesquelles beaucoup de toulousains rejoignent leurs sélections nationales, pour gagner du temps de jeu,. Après seize matchs joués cette saison dont sept fois en tant que titulaire, il se blesse au biceps lors d'un match contre Montpellier en mars 2022, ce qui met fin à sa saison prématurément,.
Après six mois d'absence, Yannick Youyoutte est remis de sa blessure fin septembre 2022 et fait son retour sur le terrains lors de la cinquième journée de Top 14 de la saison 2022-2023, face au Racing 92 où il est titulaire.

### Départ au RC Toulon (depuis 2023)
Après trois saisons passées dans son club formateur, à Toulouse, et plus de quarante matchs joués, il décide de rejoindre le RC Toulon à partir de la saison 2023-2024 où il retrouve son coéquipier Selevasio Tolofua qui rejoint lui aussi le club. Il s'y engage pour les trois prochaines saisons,. À son arrivée, son entraîneur Pierre Mignoni le fait peu jouer, estimant qu'il n'est pas encore prêt. À la mi-saison, il est victime d'une entorse au genou qui lui fait manquer plusieurs mois de compétition.
Il commence ensuite la saison 2024-2025 en jouant très régulièrement, avant d'être suspendu cinq semaines à cause d'un plaquage haut sur Manie Libbok lors d'un match de Champions Cup,. À son retour de suspension, son entraîneur lui annonce qu'il ne compte plus sur lui pour la fin de saison. Yannick Youyoutte choisit alors d'être prêté à Provence Rugby, évoluant en Pro D2, où il est recruté par Mauricio Reggiardo pour finir la saison, afin de remplacer Josh Tyrell, blessé,. Il fait sa première apparition avec sa nouvelle équipe lors d'une large défaite 63 à 7 contre Valence Romans.

## Style de jeu
Formé au poste de deuxième ligne, mais ayant également évolué en première ligne à son arrivée à Toulouse, Yannick Youyoutte possède une forte polyvalence, s'imposant finalement au poste de troisième ligne aile pour ses premiers matchs en pro, où il brille par sa mobilité et son agilité balle en main,. En dehors du terrain, Yannick a toujours été très apprécié du public, notamment lors de son passage au Stade Toulousain, où il n'hésitait pas à aller à la rencontre de ses nombreux supporters. 

## Statistiques
| Saison                 | Club                   | Championnat | Championnat | Championnat | Coupe d'Europe | Coupe d'Europe | Coupe d'Europe |
| Saison                 | Club                   | Compétition | M           | Ess.        | Compétition    | M              | Ess.           |
| ---------------------- | ---------------------- | ----------- | ----------- | ----------- | -------------- | -------------- | -------------- |
| 2020-2021              | Stade toulousain       | Top 14      | 10          | -           | Coupe d'Europe | 1              | -              |
| 2021-2022              | Stade toulousain       | Top 14      | 14          | -           | Coupe d'Europe | 2              | -              |
| 2022-2023              | Stade toulousain       | Top 14      | 12          | -           | Champions Cup  | 2              | -              |
| Total Stade toulousain | Total Stade toulousain | Top 14      | 36          | 0           | Coupe d'Europe | 5              | 0              |

## Palmarès
- Stade toulousain
  - Vainqueur du Championnat de France en 2021[N 1] et 2023[N 1]